# Herb gminy Miedźno
Herb gminy Miedźno – jeden z symboli gminy Miedźno, ustanowiony 6 października 2006.

## Wygląd i symbolika
Herb przedstawia na tarczy koloru srebrnego postać świętej Katarzyny Aleksandryjskiej (patronki Miedźna) z mieczem w ręku, trzymającą złote koło. Pod jej stopami znajduje się herb Jagiellonów, pochylony w lewo. 